# Незнайко на Місяці
«Незнайко на Місяці» (рос. Незнайка на Луне) — дитячий науково-фантастичний роман М. М. Носова, завершальна частина трилогії про Незнайка, закінчення книжок «Пригоди Незнайка і його товаришів» (1953—1954) і «Незнайко в Сонячному місті» (1958). Містить елементи казки, наукової фантастики та політичної сатири.
Уперше опублікований у журналі «Семья и школа» у 1964—1965 роках. Окремим виданням вийшов у видавництві «Детская литература» у 1965 році. Проілюстрований Генріхом Вальком.
Український переклад Федора Маківчука вийшов друком у 1980 році у видавництві «Веселка». Ілюстрації виконали художники Кіра і Віктор Григор'єви.
За мотивами книжки 1997—1999 р.р. на студії FAF Entertainment знято однойменний мультфільм (сценарій Володимира Голованова і Сергія Іванова).

## Персонажі
У розповіді беруть участь герої двох попередніх книжок: мешканці Квіткового (Знайко, Пончик, Гвинтик і Шпунтик, Тюбик, Гусля, Скелко) і Сонячного міст (Фуксія і Рибка, інженер Клепка, архітектор Кубик). Окрім того, у цій частині трилогії з'являється багато нових персонажів — мешканців місячних міст.
- Незнайко — головний герой трилогії. Порівняно з образом героя у попередніх книжках, у «Незнайку на Місяці» він складніший. Незнайко показаний подорослішалим, розважливим і навіть совісним персонажем. Якщо у перших частинах трилогії він легко вдається до різних витівок та обману, тут поведінка його помітно поважніша: у перших розділах його єдиним негарним вчинком є лише проведення «дослідів» над рибами у стані невагомості, а протягом перебування на Місяці він не вчиняє жодного неподобного вчинку. Це пов'язано передусім, з сатиричною спрямованістю цієї книжки; головним тут вже є не навчальність, а зіткнення простодушного персонажа з порядками капіталістичної системи. Сильніше розкрито внутрішній світ Незнайка, його душевні переживання: він не може сміятися, дивлячись на злиденного селянина, співчуває своєму другові Козлику у «Веселому балаганчику» і ненавидить власника атракціону, що вигадав цю «безглузду розвагу заради власної вигоди», турбується про Пончика, що залишився в ракеті. Образ Незнайка на ілюстраціях Г. Валька також значно відрізнюється від образів на раніших ілюстраціях.
- Пончик — супутник Незнайка у польоті на Місяць. Спочатку хитрий і скнаристий коротулька, не обтяжений совістю, який зумів стати успішним місячним бізнесменом. Надалі Пончик перевиховується, вчиться співчувати іншим.
- Знайко — конструктор двох ракет, що стартували до Місяця, відкривач місячного каменю, антикаменю, винахідник приладу штучної невагомості. Автор теорії порожнього Місяця. Керівник рятувальної експедиції на Місяць на ракеті ФІР.
- Професор Зірочка — науковець зі Сонячного міста, первісно опонент Знайка, надалі — його друг. Співвідкривач антикаменю, автор теорії внутрішнього Місяця. Учасник рятувальної експедиції на Місяць на ракеті ФІР.
- Фуксія і Рибка — малючки-науковиці з Сонячного міста, конструктори трьох ракет, у тому числі ракети для рятувальної експедиції, названої їхніми іменами (ФІР). Учасниці рятувальної експедиції на Місяць на цій ракеті.
- Гвинтик і Шпунтик — знамениті механіки з Квіткового міста, учасники рятувальної експедиції на Місяць на ракеті ФІР.
- Козлик — єдиний справжній друг Незнайка під час його перебування на Місяці. Безробітний, що зазнав лиха, але чесний, некорисливий і оптимістичний коротулька.
- Мига — аферист на Місяці, з яким довелося звести знайомство Незнайку.
- Жуліо — торговець зброєю, корисливий і зрадливий коротулька.
- Спрутс — один з найбагатіших місячних капіталістів.
- Клепка — ексцентричний інженер із Сонячного міста. Брав активну участь у створенні ракети ФІР, включений у склад її екіпажу. На Місяці (з меншою у шість разів силою ваги) проявив свій неспокійний темперамент, здійснюючи дикі стрибки. Поранений у зіткненні з місячною поліцією.

## Сюжет

### Початок
Наслухавшись розповідей Незнайка, Кнопочки і Бруднулі Пістрявенького, деякі коротульки Квіткового міста вирішують теж побувати в Сонячному місті. Повернувшись додому з новими ідеями, вони починають впроваджувати в себе передовий досвід. У Квітковому місті з'являються багато нових будинків за проектами сонячноміських архітекторів, безліч різноманітних автомобілів і фабрика одягу. Окрім того, Знайко під час перебування в Сонячному місті знайомиться з Фуксією і Рибкою, що якраз готують ракету для свого другого польоту на Місяць (очевидно, свій перший здійснили незабаром після від'їзду Незнайка, оскільки у другій частині трилогії говориться лише про створення Рибкою ракети, а не про сам політ). Знайко бере участь в цьому польоті, досліджує один з місячних кратерів і привозить звідти шматочок породи, відбитої від скелі. Залишившись тимчасово у Сонячному місті, Знайко ретельно займається науковою роботою. Він висуває гіпотезу, що кратери мають рукотворну природу, і були збудовані місячними жителями, що надалі переселилися усередину Місяця. Знайко доводить, що Місяць повинен бути порожнім небесним тілом, і внутрішня його порожнина може бути придатною для життя. Опонентом Знайка виступає сонячноміський професор Зірочка (рос. профессор Звездочкин), який нещадно критикує викладки Знайка. Науковий диспут закінчується перемогою Знайка, а Зірочку виносять з трибуни просто на вулицю. Зазнавши поразки, Зірочка публікує в газетах фейлетони з карикатурами, що висміюють Знайкову теорію, втім, незабаром він оприлюднює свою місячну концепцію, згідно з якою Місяць дійсно порожній усередині, але з внутрішнім ядром. Можливість же існування якогось життя там він категорично заперечує («це належить до чистої фантастики»). Прочитавши статтю Зірочки, Знайко, хоча із засмученням, приймає гіпотезу внутрішнього Місяця, але не може погодитися з твердженням про відсутність там життя. Зажурений Знайко залишає Сонячне місто, зарікаючись займатися наукою.
Невдовзі по поверненні до Квіткового міста Знайко спостерігає дивну річ: шматочок місячної породи, привезений ним з Місяця, іноді світиться ночами. Провівши досліди над каменем, Знайко переконується, що він має незвичайні властивості, що роблять його несхожим на жоден із земних мінералів. Будучи не в змозі пояснити ці феномени, Знайко залишає дослідження каменя, а одного чудового ранку кладе цей шматочок породи в шафу з колекцією мінералів. Одразу після цього у будинку починають чинитися незвичайні речі: коротульки втрачають вагу і літають у повітрі, неначебто космонавти в космічному кораблі. У розділі, присвяченому невагомості в будинку на вулиці Дзвіночків, автор описав всі цікаві феномени, пов'язані зі зникненням сили ваги (напр. неможливість горіння відкритого вогню, кип'ятіння води в чайнику внаслідок відсутності конвекційної тепловіддачі). Коротульки вже починають пристосовуватися до нових обставин, як Знайко розгадує таємницю: штучна невагомість з'являється від взаємодії місячного каменя з магнітним залізняком. Він тут же конструює прилад невагомості, використавши для цього звичайну розсувну лінійку.
Нічого не сказавши товаришам, Знайко від'їздить до Сонячного міста, а через деякий час виписує до себе Гвинтика і Шпунтика. Невдовзі поруч Квіткового міста починається будівництво Космічного містечка. Знайко задумує новий політ на Місяць, використавши для цього ракету, що працює зовсім за іншим принципом, ніж звичайні. Завдяки штучній невагомості ракеті не потрібно долати силу земного тяжіння, отже, вона потребуватиме зовсім мало палива (тільки для надання первісного імпульсу та управління під час польоту). На центральному майданчику Космічного містечка складають ракету — з окремих вузлів, виготовлених на заводах Сонячного міста. Паливний бак займав дуже мало місця, основний об'єм ракети припадав на каюти мандрівників, спеціальні кабіни з науковим обладнанням і харчовий відсік із запасом продуктів на десять діб. До корисного навантаження входили і запаси насіння земних рослин: Знайко розраховує віднайти на внутрішньому Місяці «братів по розуму» і подарувати це насіння їм. Сорок вісім коротульок мали вирушити на ракеті у нову космічну експедицію, Знайко не заперечує й участі в ній Незнайка. Але після того, як він ледь не втоплює прилад невагомості в Огірковій річці (проводив «досліди» над рибами в стані невагомості), Знайко вирішує покарати його, не взявши в політ. Переконавшись, що Знайко не включив його до списку екіпажу, Незнайко вступає в змову з Пончиком, якого теж не брали на Місяць (він погано переносив невагомість). Пробравшись уночі у ракету, вони ховаються у харчовому відсіку, думаючи з'явитися екіпажу після старту. Незнайко засинає, але Пончик, злякавшись летіти і намагаючись вибратися назовні, випадково увімкає прилад невагомості і запускає ракету в автоматичному режимі. Зліт відбувається безшумно, і до ранку щезнення Незнайка і Пончика залишається непоміченим.

### На Місяці
Прокинувшись вранці, Незнайко виявляє, що ракета летить, але нікого в ній, окрім нього з Пончиком, нема. Він картає свого товариша, але не знає, як розвернути ракету, тому герої мусять продовжувати подорож на Місяць. Здійснивши посадку, Незнайко і Пончик прямують до одної з місячних гір (яку приймають за рукотворну піраміду) і знаходять у ній печеру. У печері їхні шляхи розходяться: Незнайко з'їжджає по похилому льодовому тунелю, що веде кудись униз, а переляканий Пончик повертається до ракети. Впавши в тунель і пролетівши через шар густих хмар, Незнайко бачить, що спускається на крилоподібному парашуті над якимось населеним пунктом (містом Давилон) і відразу згадує розповіді Знайка про внутрішнє ядро Місяця, на якому може бути розумне життя. Ступивши на поверхню внутрішнього Місяця в передмісті Давилона, Незнайко звільняється від скафандра і ховає його під кущем.
Суспільний уклад на Місяці корінним чином відрізняється від земного укладу, звичного Незнайку. На відміну від комуністичного ладу земних коротульчиних міст, тут царює капіталістичний уклад: з приватною власністю на землю і знаряддя виробництва, грошима (місячна валюта — «фертинг», складається з 100 «сантиків»), всевладними правоохоронними органами (поліцією) і суспільною нерівністю. Незнайко ще не має уявлення про ці речі, але він одразу зазначає, що рослини на Місяці набагато менших розмірів, ніж на Землі (їхні розміри відносяться так само до коротульок, як розміри земних рослин до звичайних людей). Відчуваючи, що зголоднів, він їсть місячну малину (що здається йому ненормально дрібною) і за цим заняттям його ловить місцевий житель — слуга одного з багатирів. Господар (пан Клопс), бажаючи позабавитися, велить цькувати Незнайка собаками. Вчинивши чималий розгардіяш у городі Клопса, Незнайко втікає. Побачивши вуличне кафе, він обідає, але не платить за це грошей, оскільки не розуміється у тамтешніх порядках. Офіціант викликає поліцейського і Незнайка везуть у поліцейську дільницю. Поліцейський комісар (Мігль), помилково ідентифікувавши його як небезпечного гангстера, пропонує звільнення за хабар. Незнайко не розуміє, що від нього хочуть і запевняє, що він інопланетянин. Мігль не вірить йому і відправляє у каталажку. Там Незнайко знайомиться з багатьма місячними коротульками, у тому числі з Мигою (дрібним аферистом) і Козликом (безробітним, що випадково опинився у в'язниці). У каталажці Незнайко отримує перші уявлення про гроші та основи місцевого суспільного ладу, а також повідомляє Мигу про земні рослини. Другого дня відбувається суд, на якому його визнають не гангстером Красавчиком, а «шантрапою» і викидають на вулицю. Разом з ним достроково звільняють і Козлика. Мига встигає передати Незнайку лист, адресований якомусь пану Жуліо. Незнайко з Козликом знаходять цього коротульку (який виявляється торгівцем зброєю і приятелем Миги), він читає лист і розуміє, що його приятелеві необхідно допомогти. Він їде з Незнайком і Козликом до каталажки, вносить заставу за Мигу і звільнює його. Мига уводить приятеля в курс справи, говорить, що за допомогою гігантських земних рослин можна полегшити життя місячним жителям, а заодне непогано підробити на цьому. Проблема була тільки в тому, як забрати насіння з поверхні зовнішнього Місяця. Щоб зібрати гроші на будівництво літального апарата, Мига пропонує створити акціонерне товариство.
Перевдягшись поліцейськими, четверо однодумців з'являються до Клопса і під приводом обшуку забирають Незнайків скафандр з городу. Піднявши шумиху в місячних ЗМІ з нагоди «прильоту прибульця з космосу», Мига і Жуліо оголошують про створення «Товариства гігантських рослин». Після перших труднощів акції починають розпродаватися, і товариству вдається зібрати п'ять мільйонів фертингів. Але будівництву літального апарата не судиться здійснитися. Один зі найвпливовіших місячних капіталістів (пан Спрутс), зрозумівши, що поява гігантських рослин і поліпшення добробуту бідняків може поставити під загрозу владу грошей, наказує своєму головному менеджеру (пану Крабсу) їхати до Давилона і переконати організаторів товариства відмовитися від своїх планів. Крабс зустрічається у ресторані з Мигою і Жуліо і пояснює їм, що поширення гігантських рослин приведе до зникнення нерівності у суспільстві, отже, до втрати переваг посіданням багатством. Він пропонує їм забрати виторговані п'ять мільйонів і втекти з ними, а також обіцяє додаткові два мільйони — як винагороду (фактично хабар) від Спрутса. Останній скликає раду капіталістів («великий бредлам»), на якому збирає три мільйони на підкуп (зібравши три мільйони, Спрутс планував залишити собі один). Щоб організувати псевдобанкрутство, Мига і Жуліо відправляють Незнайка з Козликом з офісу товариства до кінотеатру, а самі тим часом забирають з сейфа всі гроші, залишивши в ньому два залізничних квитки і записку з розпорядженням їхати до Сан-Комарика, де Мига і Жуліо мали зустріти своїх товаришів. Проте, у плани організаторів товариства життя вносить корективи. У Давилоні з'являється пан Скуперфільд, член великого бредлама, що пошкодував грошей на свій внесок і втік з зали засідань. Він зустрічається з Крабсом, бажаючи виступити посередником у передачі хабаря Мизі й Жуліо й заробити на цьому. Крабс заманює його в ліс (під приводом відвідування дачі Миги і Жуліо для обговорення угоди) і прив'язує до дерева. Потім Крабс повертається до міста, передає Мизі й Жуліо два мільйони. Він повідомляє їх про Скуперфільда і пропонує здерти з нього гроші за звільнення. Утрьох вони їдуть у ліс. Піддавшись на обіцянку Скуперфільда, вони розв'язують його, але він б'є Жуліо тростиною по голові й втікає. Мига і Крабс від'їздять, кинувши непритомного Жуліо в лісі. Їхня подальша доля невідома.
Наступного дня в газеті «Давилонські гуморески» (власність Спрутса) з'являється скандальна стаття. Редактор Гризль, навчений Крабсом, висловлює сумнів в існуванні гігантських рослин і натякає на шахрайський характер АТ (при цьому про його «банкрутство» і втечу організаторів поки що навмисне не повідомляють). Багато які власники акцій вимагають повернути їм гроші. Незнайко і Козлик, виявивши зникнення грошей з сейфа, мусять втекти з офісу. Розлючена юрба акціонерів вчиняє там погром (скафандр Незнайка при цьому знищено). Дізнавшись із записки, що Мига і Жуліо мають зустріти їх у Сан-Комарику, Незнайко з Козликом їдуть туди на поїзді (в одному вагоні з ними додому у Брехенвіль повертався і пан Скуперфільд). Проте, їхніх товаришів там нема: Мига втік кудись з Крабсом, обманутий Жуліо залишився десь у районі Давилона. Незнайко і Козлик залишаються у Сан-Комарику, одразу ж скотившись на дно суспільства. Живуть випадковими заробітками, мешкають у «загальнодоступному готелі» (нічліжці, що кишить блощицями та пацюками). Незабаром трапляється нова біда: Козлик тяжко захворює від пацючого укусу в шию. Незнайку вдається влаштуватися на добре оплачувану роботу «собачою нянею» і заробити грошей на лікування. Але невдовзі власниця собак (пані Мінога), дізнавшись, що Незнайко водить псів у нічліжку, виганяє його з роботи.
Акції Товариства гігантських рослин починають падати в ціні (первісна дорівнювала 1 фертингу). На давилонській «баржі» (біржі) стається справжня паніка, ніхто не хоче купувати гігантські акції. Троє біржових трейдерів (Жмурик, Тефтель і Ханаконда), що мали великі пакети цих акцій, замовляють оплачені статті у місячних газетах, де говориться, що падіння курсу гігантських акцій штучне, і влаштоване Спрутсом, який збирається потім дешево їх скупити. Це спрацьовує: курс починає зростати, і Жмурик, Тефтель і Ханаконда поспіхом продають свої пакети іншому спекулянту — Скуперфільду. Останній, розраховуючи на відновлення первісного курсу гігантських акцій, скуповує їх у великій кількості, а потім дає розпорядження своїм «горлодерикам» (брокерам) на давилонській, сан-комаринській і грабунберзькій «баржах» продати акції за ціною один фертинг. Але у день вирішальних торгів власники газет (які були підкуплені Спрутсом в обмін на тимчасове замовчування) публікують матеріали про банкрутство Товариства гігантських рослин і втечу його організаторів. Ціна акцій умить падає до нуля, Скуперфільд зазнає величезних збитків. Щоб звести кінці з кінцями, він урізує удвічі зарплатню робітникам на своїй макаронній фабриці. На відповідь вони оголошують страйк. Скуперфільд їде до Сан-Комарика і набирає нових робітників серед мешканців нічліжок у нетрях; серед найнятих — Незнайко з Козликом. Проте, робітники Скуперфільда не бажають пускати новонайнятих на фабрику і дають їм відсіч. Незнайко з Козликом побиті й кинуті в річку. Під час вимушеного купання вони втрачають елементи одягу: Козлик — капелюх, Незнайко — черевики. Розуміючи, що з'являтися у громадському місці у такому вигляді не можна, вони ховаються під мостом. Козлик бере Незнайків капелюх і йде у місто підробити, але йому це не вдається. Вони мусять ночувати під мостом у компанії таких же безхатченків. Вночі на бомжів вчиняє облаву поліція, Незнайка, Козлика та їхніх товаришів везуть у фургоні до приморського міста Лос-Поганоса, а звідти відправляють на судні на острів Дурнів. Одноманітне проведення часу (перегляд беззмістовних фільмів, ігри) вкупі зі шкідливим повітрям поступово перетворювали мешканців острова на баранів.
Пончик, відчуваючи у ракеті докори сумління, намагається заглушити їх безперервним поглинанням їжі. У підсумку запас продовольства, якого, за розрахунками Незнайка, мало вистачити на рік з лишком (Незнайко не врахував особистих особливостей, а саме апетиту Пончика), був знищений за четверо з половиною діб. Пончик міркує, що раз Незнайко не повернувся, значить він знайшов десь у печері їжу. Надягнувши скафандр, Пончик повертається до печери, так само потрапляє у льодовий тунель і з'їжджає вниз. Оскільки внутрішнє ядро Місяця оберталося навколо осі, Пончик опиняється вже не над Давилоном, а над морським узбережжям з містами Лос-Кабаносом, Лос-Свиносом і Лос-Поганосом. Здійснивши «приводніння», Пончик добирається до берега на окраїні Лос-Поганоса і звільнюється від скафандра, який тут же відносить прибоєм. На узбережжі він знаходить кристали солі і робить собі в кишенях невеличкий запас. Швидко розібравшись у суті товарно-грошевих відносин, Пончик починає торгувати сіллю у ресторані (вживання солі в їжу чомусь було невідоме місячним коротулькам), а потім стає вправним бізнесменом, успішно використовує найману ручну працю. Він живе у власній віллі, весело проводить час у ресторанах і на морських атракціонах. Проте, благоденство Пончика триває недовго. З'являються конкуренти, його казкові прибутки зменшуються. Ще гірше стається після того, як власник узбережжя (пан Дракула) починає вимагати гроші за заготівлю сировини на березі, а потім відкриває і власне соляне виробництво — вже з використанням машин замість ручної праці. Разом з іншими великими солепромисловиками Дракула шляхом демпінгу доводить Пончика й інших дрібних виробників до банкрутства. Розорений Пончик вступає на роботу «крутильником» атракціонів і працює у надзвичайно тяжких і шкідливих для здоров'я умовах.

### Рятувальна експедиція
Виявивши зникнення ракети, а також Незнайка з Пончиком, Знайко, Фуксія і Рибка одразу беруться за організацію рятувальної експедиції. Доводиться у нагальному порядку створювати проект нової ракети. Оскільки в їхньому розпорядженні більше нема приладу невагомості, новий літальний апарат має бути з традиційним рушієм — великим запасом палива у кількох ступенях. Внаслідок малих обсягів корисного навантаження екіпаж складається лише з 12 коротульок: Знайка, Фуксії і Рибки, професора Зірочки (який під час підготовки до польоту мириться зі Знайком), Гвинтика і Шпунтика, астронома Скелка, художника Тюбика, музиканта Гуслі, лікаря Пілюльки, інженера Клепки та архітектора Кубика. Для цього польоту розроблено скафандри нового покоління — з пропелером на шоломі замість парашута. У районі моря Ясності експедиція знаходить ракету, на якій прилетіли Незнайко і Пончик («ракету НІП»). Виявивши, що Незнайка та Пончика в ній нема, Знайко з товаришами обстежують місячну печеру і відкривають спуск, що веде кудись углиб. Спустивши туди на страховці астронома Скелка з переносним телескопом, вони переконуються в існуванні внутрішнього ядра Місяця і навіть якогось населеного пункту на його поверхні. Повернувшись до ракети НІП, учасники експедиції перевантажують на ракету ФІР (названу так на честь її головних конструкторів Фуксії і Рибки) насіння земних рослин і за допомогою приладу невагомості пробують доставити її до місячної печери. Але тут на них чекає несподіванка: прилад перестає працювати. Знайко і професор Зірочка припускають, що причиною тому є наявність особливого мінералу («антикаменю»), який нейтралізує дію місячного каменю. Вони пробують визначити його властивості і незабаром відкривають його поклади в місячній печері. Виявилось, що маленького шматочка антикаменю досить, щоб зберігати силу ваги в зоні невагомості. Відшукавши великий кристал місячного каменю і використавши сильний магніт, мандрівникам вдається подолати дію антикаменю і доставити ракету ФІР до печери, а звідти — у похилий льодовий тунель, що вів усередину Місяця.
Тим часом Спрутс, побоюючись, що земляни можуть відправити на Місяць новий корабель, обіцяє солідні гранти місячним астрономам, і вони за допомогою радіотелескопів починають стежити за навколомісячним простором. Нарешті їм стає відоме про іншопланетний керований об'єкт, що спочатку літав навколо Місяця, потім здійснив посадку на його поверхню. Коли астрономам вдається точно передбачити місце висадки землян на внутрішній Місяць, вони повідомляють про це Спрутса. Він дає відповідні інструкції місцевій поліції.
Через обертання внутрішнього ядра Місяця навколо осі, ракета ФІР опинилася в небі над містом Фантомасом (Незнайко — над Давилоном, Пончик — над Лос-Свиносом і Лос-Поганосом). Попереджені про візит прибульців поліцейські почали обстріл ракети, тому земляни мусили здійснити посадку за містом. Незабаром з'являється загін поліцейських, які відкривають по них стрільбу. Інженер Клепка поранений. Знайко мусить задіяти прилад невагомості, щоб вгамувати поліцейських. Земляни засновують на місці посадки нове Космічне містечко, висіюють привезені земні рослини, а скоро з сусіднього села Неїлівка приходить місцевий житель — бідняк Колосок. Він показує прибульцям акцію Товариства гігантських рослин (на якій вони впізнають Незнайка в скафандрі) і просить земного насіння. Невдовзі гігантські рослини починають вирощувати у багатьох селах у районі Фантомаса. Всі спроби поліції знищити висіви і покарати селян закінчуються плачевно для поліцейських: земляни роздають біднякам разом з насінням прилади невагомості, а також кристали антикаменю. Про приліт прибульців і їхні зіткнення з поліцією говорять всі місячні ЗМІ. Робітники на заводах і фабриках смілішають, звільняються від влади капіталістів і впроваджують самоуправління. Під час цих подій Пончик зізнається своїм товаришам-«крутильникам»: повідомляє їх про те, що він сам інопланетянин. Вони відправляють його на поїзді до Фантомаса, звідти він добирається до Неїлівки. Зустрівшись із своїми товаришами, Пончик пропонує шукати Незнайка на острові Дурнів. Земляни прибувають до Лос-Поганоса, захоплюють один з кораблів, призначених для транспортування коротульок на острів. За допомогою знайомого Пончика, безробітного капітана Румбика, Знайко з товаришами добираються до острова і рятують Незнайка з Козликом. Земляни разом з Незнайком і Козликом повертаються до Космічного містечка, Пончик залишається у своїх товаришів-крутильників у Лос-Поганосі, де допомагає застосовувати невагомість у роботі. По закінченні певного часу Незнайкові починає нездоровитися на Місяці, він сумує, питає про «сонечко» (хоча внутрішнє ядро Місяця мало досить освітлення за рахунок проникнення частини спектру крізь оболонку Місяця зовнішнього, самого Сонця там видно не було). Пілюлька ставить діагноз: хвороба від розлуки зі своїми рідними місцями. Починається підготовка до повернення на Землю, Гвинтик, Шпунтик і Козлик їдуть на всюдиході за Пончиком, який прощається з товаришами-крутильниками. Згідно з планом Знайка, земляни мають злетіти з поверхні внутрішнього ядра точно у визначений час, щоб потрапити якраз у той же тунель, що веде назовні Місяця. Разом з собою вони планували взяти місячних науковців Альфу та Мемегу. На поверхні Місяця земляни сіли б у ракету НІП і полетіли на Землю, а Альфа з Мемегою повернулися б на ракеті ФІР на внутрішній Місяць.
Багатир Спрутс, який втратив свої заводи, земельні угіддя і слуг, живе у своєму будинку в Грабунберзі і нечасто з'являється на людях. Виживати у нових умовах йому допомагає колишній президент Товариства гігантських рослин Жуліо, що після продажу свого магазину і зради Миги залишився без засобів до існування. Спрутс поривається відімстити землянам за втрату своїх благ і Жуліо пропонує використати для цього динаміт, що залишився у тайнику магазину в Давилоні. Спрутс і Жуліо їдуть у Давилон, забирають вибухівку, і, пробравшись вночі до ракети ФІР, підривають її. Знайко з товаришами, переконавшись, що ремонт ракети забере забагато часу, вирішують добратися до поверхні зовнішнього Місяця в одних скафандрах, які мали пропелери. Простившись з місячними коротульками, земляни надягають скафандри, зв'язуються мотузкою, хворого Незнайка укладають у крісло-гойдалку. Знайко увімкає прилад невагомості і чотирнадцять земних коротульок підіймаються на пропелерах у повітря. Добравшись до льодяного тунелю, мандрівники мусять використовувати альпенштоки для підняття догори, оскільки пропелери перестають працювати у розрідженій атмосфері. На поверхні Місяця коротульки сідають у ракету НІП і летять до Землі. Незнайко почувається дуже погано, він майже помирає, але ступивши на Землю, одразу видужує.

## Політична сатира
Роман задуманий як сатира на західний капіталізм того часу. На думку Ігоря Носова, онука письменника, багато що з описаного там повторилося наприкінці XX ст. у Росії, з її «диким капіталізмом». Втім, все це відбувалося і на всьому пострадянському просторі, у тому числі в Україні.
- Біржові спекуляції, причому з використанням проплачених газетних матеріалів
- «Джинса» у ЗМІ (статті редактора Гризля і пана Гадкинза)
- Беззмістовна кінопродукція, що складається переважно з фільмів на кримінальну тематику (наприклад, фільм «Таємничий незнайомець, або Розповідь про сімох задушених і одного утопленого в мазуті» у р. 19, чи «Вбивство на дні моря, або Кривавий знак» у р. 34).
- Жорстокі розваги (кидання м'ячами в обличчя у «Веселому балаганчику», що є відсиланням до реальної американської забави «Африканський спритник»).
- Агресивна реклама («обстеження прибульця з космосу» лікарем Шприцом, розхвалювання телеведучим готелю пана Хапса, нахабна поведінка співпрацівниці рекламної фірми)
- Демонстративне споживання (вечірки пана Грязинга, купівля автомобіля в кредит Козликом)
- Тотальна корупція у правоохоронних органах (пропозиція Мігля Незнайку дати хабар за звільнення, визнання судді Брехля, що «половина поліції підкуплена Красавчиком»).
- Масовий характер безробіття
- Використовування штрейкбрехерів для протидії страйкарям (наймання Скуперфільдом жителів нетрів)
- Велика кількість безхатченків, що ночують під мостами і в нічліжках.
- Вільна торгівля зброєю (магазин пана Жуліо).
- Свавілля правоохоронних органів. Про існування органів державної влади на Місяці не згадується,[Ком 9] при цьому поліція показана всевладною і непідзвітною установою, яка підкоряється лише тому, хто має досить грошей (багатирям або заможним бандитам).
- Продакт-плейсмент («художні оповідання» у спрутсівській газеті «Давилонські гуморески», що рекламували його товари).
- Нехтування наукових досліджень, що не дають вигоди.
- Боротьба з конкурентами, як законними засобами (демпінг пана Дракули, «джинса» в газетах), так і кримінальними (пропозиція Дубса вбити членів Товариства гігантських рослин).
- Монополізація бізнесу (синдикати в особі галузевих «бредламів»).
- Закони проти бродяжництва і пауперизму (заборона з'являтися у громадських місцях навіть частково невдягненим і ночувати на вулиці).

Окрім того, у романі згадано й деякі риси докапіталістичного, феодального суспільства: наприклад половинщина у сільському господарстві.

## Особливості
У романі у популярній, доступній дітям формі подані елементарні відомості з фізики (опис невагомості, дані про силу ваги на Місяці), астрономії (що день «триває на поверхні Місяця близько чотирнадцяти земних діб»), космонавтики (описано принцип дії багатоступеневої ракети), ринкової економіки (пояснення природи конкуренції, норми прибутку), фінансів (спекуляції на «баржах»), політичної економії (Крабс пояснює Мизі та Жуліо, що бути багатим добре лише в оточенні бідних), навіть фізіології (відчуття Пончика, що він йде по Місяцю догори ногами — наслідок порушення кровообігу).

## Критика
.

## Вплив на масову культуру
Існує легенда, згідно з якою під час інавгурації першого президента Російської Федерації Бориса Єльцина той проголосив присягу саме на книжці «Незнайко на Місяці» (мовляв, конституція виглядала надто тонкою, але в оператора відеозйомки саме виявилася при собі товста книга Носова). Можна вбачити в цьому містичний зв'язок з характером капіталізму Росії, подібним на описаний в «Незнайку на Місяці».